# Nửa vành
Trong đại số trừu tượng, nửa vành là một cấu trúc đại số tương tự với vành nhưng không yêu cầu mỗi phần tử phải có nghịch đảo phép cộng.
Nửa vành nhiệt đới hiện đang được nghiên cứu mạnh bởi nó là cầu nối giữa các đa tạp đại số với các cấu trúc tuyến tính từng phần.

## Định nghĩa
Nửa vành là tập {\displaystyle R} đi kèm với hai phép toán hai ngôi {\displaystyle \,+\,} và {\displaystyle \,\cdot ,\,} được gọi là phép cộng và phép nhân sao cho:
- {\displaystyle (R,+)} là monoid giao hoán với phần tử đơn vị {\displaystyle 0}:
  - {\displaystyle (a+b)+c=a+(b+c)}
  - {\displaystyle 0+a=a=a+0}
  - {\displaystyle a+b=b+a}
- {\displaystyle (R,\,\cdot \,)} là monoid với phần tử đơn vị {\displaystyle 1}:
  - {\displaystyle (a\cdot b)\cdot c=a\cdot (b\cdot c)}
  - {\displaystyle 1\cdot a=a=a\cdot 1}
- Phép nhân có tính phân phối trái và phải trên phép cộng:
  - {\displaystyle a\cdot (b+c)=(a\cdot b)+(a\cdot c)}
  - {\displaystyle (a+b)\cdot c=(a\cdot c)+(b\cdot c)}
- Nhân bởi số {\displaystyle 0} {\displaystyle R}:
  - {\displaystyle 0\cdot a=0=a\cdot 0}

Ký hiệu {\displaystyle \,\cdot \,} thường bị ẩn bị; nghĩa là, {\displaystyle a\cdot b} viết gọn lại thành {\displaystyle ab.} Ngoài ra thứ tự các phép toán vẫn giữ nguyên, nghĩa là phép {\displaystyle \,\cdot \,} thực hiện trước phép {\displaystyle \,+\,}; ví dụ như {\displaystyle a+bc} là {\displaystyle a+(bc).}
So với vành, nửa vành chỉ bỏ đi yêu cầu giá trị nghịch đảo của phép cộng; nghĩa là nó chỉ cần monoid giao hoán chứ không cần nhóm giao hoán. Nếu phép nhân của nửa vành có tính giao hoán thì nó được gọi là nửa vành giao hoán.

## Lý thuyết
Ta có thể trực tiếp tổng quát hóa các lý thuyết đại số kết hợp trên vành giao hoán sang lý thuyết đại số trên nửa vành.
Một nửa vành mà mỗi phần tử lũy đẳng với phép cộng (nghĩa là {\displaystyle a+a=a} với mọi {\displaystyle a}) được gọi là nửa vành lũy đẳng., Nửa vành lũy đẳng mà cũng là vành thì là vành tầm thường (vành chỉ có 1 phần tử) Ngoài ra ta có thể định nghĩa thứ tự một phần {\displaystyle \,\leq \,} trên nửa vành lũy đẳng bằng cách đặt {\displaystyle a\leq b} khi {\displaystyle a+b=b} (hay tồn tại {\displaystyle x} sao cho {\displaystyle a+x=b}). Giá trị tối tiểu thỏa mãn quan hệ này là {\displaystyle 0,} nghĩa là {\displaystyle 0\leq a} với mọi {\displaystyle a.} Phép cộng và phép nhân bảo toàn thứ tự như sau {\displaystyle a\leq b} thì {\displaystyle ac\leq bc}; {\displaystyle ca\leq cb} và {\displaystyle (a+c)\leq (b+c).}

### Các ứng dụng
Nửa vành nhiệt đới {\displaystyle (\max ,+)} và {\displaystyle (\min ,+)} trên các số thực được dùng để đánh giá hiệu suất trên các hệ thống sự kiện rời rạc. Các số thực trở thành "chi phí" hoặc "thời gian đến"; Phép toán "max" tương ứng với thời gian đợi tất cả điều kiện tiên quyết của sự kiện được thỏa mãn (do đó thời gian tốn là cực đại) trong khi phép "min" tương ứng với cách chọn tối ưu ít chi phí nhất; phép + tương ứng với các tích lũy trên cùng 1 đường.
Thuật toán Floyd–Warshall tìm đường đi ngắn nhất có thể đổi thành bài tính trên đại số {\displaystyle (\min ,+)}.  Tương tự như vậy, thuật toán Viterbi tìm dãy trạng thái khả thi nhất đối với dãy quan sát trong mô hình Markov ẩn có thể đổi thành bài tính trên đại số {\displaystyle (\max ,\times )} của xác suất.  Các thuật toán quy hoạch động này dựa trên tính phân phối của nửa vành tương ứng để tính một số lượng lớn (có thể lũy thừa) số các phần tử thay vì phải chạy qua từng cái một.

## Các ví dụ
Theo định nghĩa thì mọi vành đều là nửa vành. Các ví dụ nửa vành nhưng không phải vành là tập các số tự nhiên {\displaystyle \mathbb {N} } số (bao gồm 0) dưới phép cộng và phép nhân như thường.Số hữu tỉ không âm và số thực không âm cũng tạo thành nửa vành. Các nửa vành này đều giao hoán.

### Các ví dụ chung
- Tập các ideal của 1 vành lập thành nửa vành lũy đẳng với phép nhân và cộng ideal
- Đại số Boolean là nửa vành, vành Boolean cũng là nửa vành (bởi vì nó là vành) nhưng nó không lũy đẳng dưới phép cộng. nửa vành Boolean được định nghĩa là một nửa vành đẳng cấu với nửa vành con của đại số Boolean [9].
- Mọi c-nửa vành cũng là nửa vành, trong đó phép cộng lũy đẳng và trên mọi tập hợp

#### Nửa vành của tập hợp
Một nửa vành (của tập hợp) là tập không rỗng  {\displaystyle {\mathcal {S}}} các tập con của {\displaystyle X} sao cho
1. {\displaystyle \varnothing \in {\mathcal {S}}.}
  - Nếu (3) được thỏa mãn, thì {\displaystyle \varnothing \in {\mathcal {S}}} khi và chỉ khi {\displaystyle {\mathcal {S}}\neq \varnothing .}
2. Nếu {\displaystyle E,F\in {\mathcal {S}}} thì {\displaystyle E\cap F\in {\mathcal {S}}.}
3. Nếu {\displaystyle E,F\in {\mathcal {S}}} thì tồn tại hữu hạn số tập không giao nhau {\displaystyle C_{1},\ldots ,C_{n}\in {\mathcal {S}}} sao cho {\displaystyle E\setminus F=\bigcup _{i=1}^{n}C_{i}.}

Từ điều kiện (2) và (3) cùng với {\displaystyle S\neq \varnothing } suy ra được {\displaystyle \varnothing \in S.} Các nửa vành này được dùng trong lý thuyết độ đo. Ví dụ như tập các khoảng thực nửa đóng nửa mở {\displaystyle [a,b)\subset \mathbb {R} .}
Một nửa đại số trên {\displaystyle X} là nửa vành có các tập con của {\displaystyle X} làm phần tử.

### Các ví dụ cụ thể
- Tập số tự nhiên mở rộng {\displaystyle \mathbb {N} \cup \{\infty \}} với phép cộng và phép nhân được mở rộng (và {\displaystyle 0\cdot \infty =0}).[10]
- Cho nửa vành {\displaystyle S,} nửa vành ma trận {\displaystyle M_{n}(S)} của ma trận hình vuông {\displaystyle n\times n}  tạo thành nửa vành dưới phép cộng ma trận và phép nhân ma trận, loại nửa vành này thường thì không giao hoán trừ khi {\displaystyle S} giao hoán. Ví dụ tập các ma trận với phần tử không âm tạo thành 1 nửa vành {\displaystyle M_{n}(\mathbb {N} ),}.[9]
- Nếu {\displaystyle A} là monoid giao hoán, tập {\displaystyle \operatorname {End} (A)} chứa các tự đồng cấu {\displaystyle f:A\to A} suýt tạo thành nửa vành, trong đó phép cộng là cộng từng điểm và phép nhân là phép hợp hàm. Cấu xạ không và phần tử đơn vị là hai phần tử trung hòa. Đây không phải nửa vành bởi vì phép hợp không thỏa mãn phân phối trái với phép cộng từng điểm: {\displaystyle a\cdot (b+c)\neq (a\cdot b)+(a\cdot c).}
Nếu {\displaystyle A} là monoid cộng tính của số tự nhiên thì ta thu được nửa vành của số tự nhiên như {\displaystyle \operatorname {End} (A),} nếu {\displaystyle A=S^{n}} với {\displaystyle S} là nửa vành thì ta thu được (sau khi kết hợp mỗi cấu xạ với một ma trận) nửa vành các ma trận {\displaystyle n{\text{ x }}n} với các hệ số thuộc {\displaystyle S,} và nếu {\displaystyle A} là nhóm Abel thì {\displaystyle \operatorname {End} (A)} trở thành vành tự đồng cấu (không nhất thiết phải giao hoán).
- Nửa vành Boolean là nửa vành giao hoán {\displaystyle \mathbf {B} } được tạo từ đại số Boolean hai phần tử và định nghĩa bởi {\displaystyle 1+1=1.}[3][10][13] Nửa vành này lũy đẳng [6] và là một trong những ví dụ đơn giản nhất của nửa vành không phải vành. Cho hai tập {\displaystyle X} và {\displaystyle Y,} các quan hệ hai ngôi giữa {\displaystyle X} và {\displaystyle Y} tương ứng với các ma trận đánh chỉ số bởi {\displaystyle X} và {\displaystyle Y} với các phần tử thuộc nửa vành Boolean, phép cộng ma trận tương đương với hợp (trong tập hợp) của quan hệ còn phép nhân ma trận tương đương với phép hợp thành quan hệ.[14]